# Москера, Йони
Йони Алехандро Москера Паласио (англ. Yoni Alejandro Mosquera Palacio; род. 23 марта 2002, Апартадо, Антьокия) — колумбийский футболист, защитник клуба «Рионегро Агилас». 

## Клубная карьера
Москера — воспитанник клубов «Эстудиантил» и «Итагуи Леонес». В 2020 году Йони на правах аренды перешёл в португальский «Порту». 31 октября в матче против ковильянского «Спортинга» он дебютировал в Сегунда лиге за дублирующий состав. В 2021 году Йони выступал за молодёжный состав «Лейшойнш». В начале 2022 года Москера вернулся на родину, подписав контракт с «Рионегро Агилас». 8 февраля 2022 года в матче против «Атлетико Хуниор» он дебютировал в Кубке Мустанга. 

## Международная карьера
В 2019 году в составе юношеской сборной Колумбии Москера принял участие в юношеском чемпионате Южной Америки в Перу. На турнире он сыграл в матчах против команд Аргентины, Уругвая, Бразилии и Парагвая. В поединке против бразильцев Йони забил гол.